# Rotgesichtguan

Verbreitungsgebiet des Rotgesichtguan

Der Rotgesichtguan (Penelope dabbenei), Syn. Penelope nigrifrons ist eine Vogelart aus der Familie der Hokkohühner (Cracidae).
Der Vogel kommt in Argentinien und Bolivien vor.
Der Lebensraum umfasst Yungas-Wald in den östlichen Hängen der tropischen Anden vom Süden Boliviens bis Nordwesten Argentiniens. Bevorzugt werden Früchte tragende Bäume wie Maulbeerbäume hauptsächlich zwischen 1800 und 2500 m Höhe. Die Art findet sich im gleichen Habitat (syntop) wie der Yungasguan (P. bridgesi) in Nordwestargentinien. Beide Arten können zusammen bei der Nahrungssuche beobachtet werden.
Der Artzusatz bezieht sich auf Roberto Raúl Dabbene.

## Merkmale
Die Art ist 63–69 cm groß und wiegt etwa 1230 g. Dieser ziemlich große Guan hat eine rote Gesichtshaut und einen ziemlich großen roten Kehllappen. Das Gefieder ist hauptsächlich kräftig braun mit weißlich geschuppter Zeichnung auf Kopf, Brust und Nacken. Der Überaugenstreif ist deutlich weißlich, der Schwanz lang und die Beine sind rötlich. Der Vogel ist der einzige Vertreter der Gattung Penelope mit heller rosaroter Gesichtshaut.
Die Iris ist dunkel, der Schnabel schiefergrau, an der Basis leicht rötlich. Die Beine sind braun. Die Geschlechter unterscheiden sich nicht.

## Geografische Variation
Die Art ist monotypisch.

## Stimme
Der Gesang besteht aus einer Folge schroffer Töne, der Alarmruf ist ein lautes, kehliges und wiederholtes „kroa, kroa…“ mit eingestreuten Pfeiflauten „luuuii“. Gegenüber den Rufen des Bronzeguans werden die Rufe nicht synchronisiert gerufen.
Das Flügelschwirren in der Dämmerung ähnelt dem des Andenguans (P. montagnii), Bronzeguans (P. obscura) und Spixguans (P. jacquacu).

## Lebensweise
Die Art ist vermutlich ein Standvogel, allerdings finden während der Regenzeit Höhenbewegungen bis auf 1500 m hinab.
Die Nahrung besteht aus hauptsächlich aus Früchten, auch Blättern und Gliederfüßern, die meist auf Bäumen, aber auch regelmäßig am Erdboden gesucht werden, gerne paarweise, aber auch in größeren Familiengruppen.
Die Brutzeit liegt zwischen September und Oktober in Bolivien und zwischen Oktober und Dezember in Argentinien. Das mit Blättern ausgelegte Nest ist eine Plattform aus Zweigen in einem Baum. Das Gelege besteht aus 3 weißen Eiern.

## Gefährdungssituation
Der Bestand gilt als „nicht gefährdet“ (Least Concern).